# Gail A. Mahood
Gail A. Mahood (* 27. Juni 1951 in Oakland, Kalifornien) ist eine US-amerikanische Petrologin, Vulkanologin und Geochemikerin.
Gail Mahood studierte ab 1969 an der University of California in Berkeley. Damals gab es dort heftige Studentenunruhen und sie wechselte innerhalb Kaliforniens an das College of Marin in Kentfield, bevor sie 1972 nach Berkeley zurückkehrte. 1974 erhielt sie ihren Bachelor-Abschluss in Geologie. Danach war sie Geologin in einem archäologischen Projekt in Copán (Honduras) und wurde 1980 bei Ian S. E. Carmichael in Berkeley promoviert. Ab 1979 war sie Assistant Professor an der Fakultät für Geologie der Stanford University, wo sie 1987 Associate Professor wurde und seit 1993 Professorin ist. Von 1996 bis 1999 stand sie der Fakultät vor. 1983 war sie Gastprofessorin an der Pennsylvania State University in State College und 1989 an der University of Michigan.
Mahood befasste sich besonders mit Vulkanismus, der entsteht, wenn Bruchzonen innerhalb von kontinentalen Platten entstehen, an denen diese auseinanderdriften. Sie sind durch Rhyolith-Magma gekennzeichnet, die aus teilweiser Kristallisation des Basalts und Aufschmelzung von silikathaltiger Kruste im Magma entsteht. Da sie aus den Endstufen der Kristallisation von Basalt-Magmen entstehen enthalten sie volatile und inkompatible Elemente und Mahood untersuchte diese Elemente und Isotope um die Entstehungsprozesse aufzuklären. Außerdem untersucht sie den Mechanismus vulkanischer Ausbrüche speziell in Vulkanen mit rhyolithischem Magma, die häufig besonders explosiv sind. Sie untersuchte diese besonders in Kalifornien und Colorado, Nordwest-Mexiko, Alaska und Italien, und auch alte Magmenkammern rhyolithischer Vulkane in der Sierra Nevada und den Anden. Daneben befasst sie sich mit geologischen Aspekten in der mittelamerikanischen Archäologie (zum Beispiel Bestimmung der Herkunft von Obsidian).
Sie ist Wes Hildreth, einem Vulkanologen beim United States Geological Survey, verheiratet. Sie war Gründungsherausgeberin der Proceedings in Volcanology und war Associate Editor des Geological Society of America Bulletin.

## Schriften
- mit Phillip B. Gans: Synextensional magmatism in the Basin and Range Province: a study from the eastern Great Basin, GSA Special Papers, Band 233, 1989, S. 1–53
- mit Wes Hildreth: Correlation of Ash Flow Tuffs, Geological Society of America Bulletin, Band 96, 1985, S. 968–974